# Beth Riesgraf

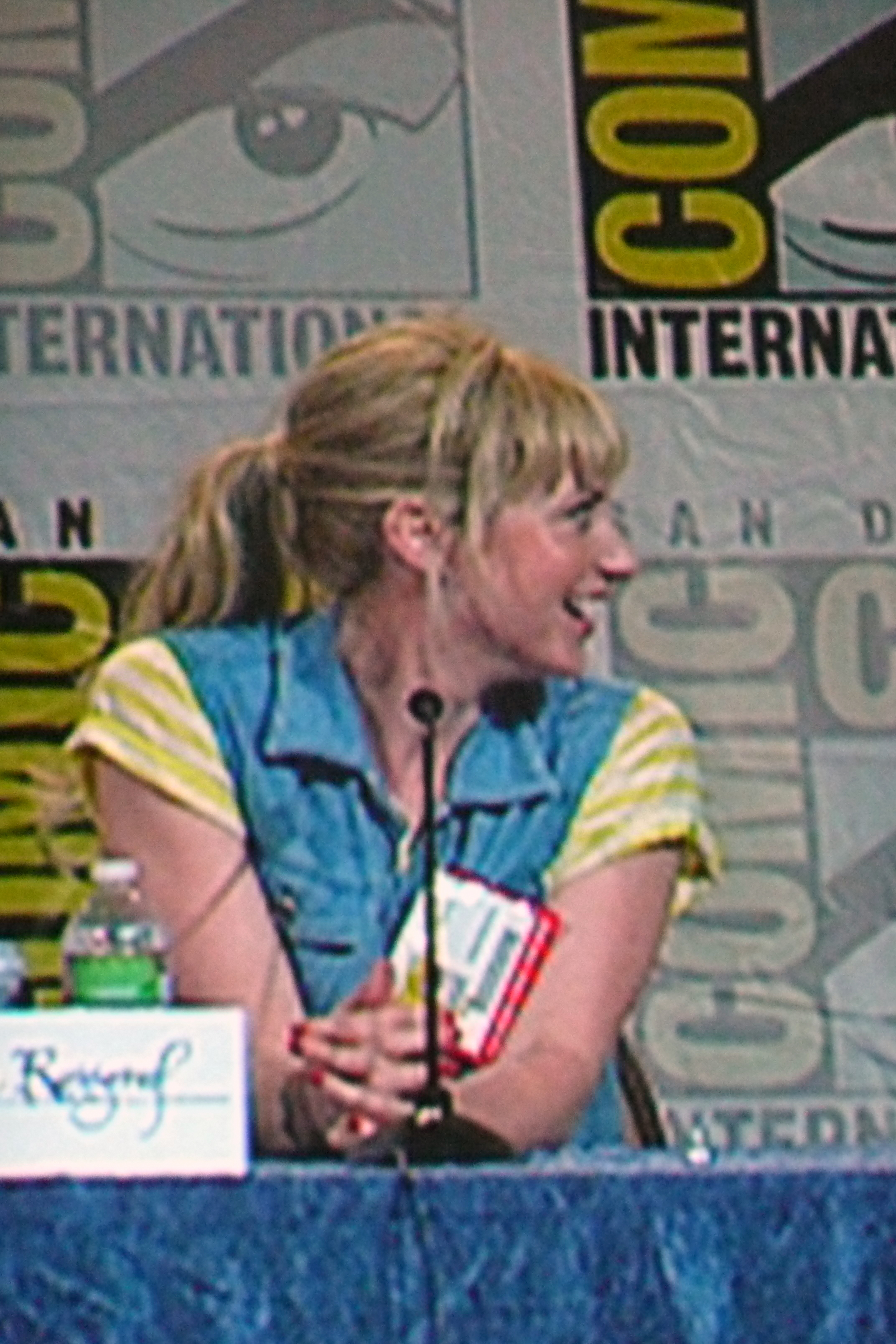
Beth Riesgraf auf der San Diego Comic-Con 2010

Bethany Jean Riesgraf (* 24. August 1978 in Las Vegas, Nevada) ist eine US-amerikanische Schauspielerin, bekannt durch ihre Rolle der Parker in der Fernsehserie Leverage.

## Leben
Beth Riesgraf hatte ihre erste Rolle 2000 in dem Kurzfilm The Summer of My Deflowering. 2001 spielte sie in einigen Folgen der vierten Staffel der MTV-Anthologieserie Undressed – Wer mit wem?. Zumeist war Riesgraf in Gastauftritten in Fernsehserien wie How I Met Your Mother oder Without a Trace – Spurlos verschwunden zu sehen.
Aus einer mittlerweile gelösten Verlobung mit dem Schauspieler Jason Lee, dem Hauptdarsteller aus My Name Is Earl, hat Riesgraf einen 2003 geborenen Sohn, beide gerieten für die ungewöhnliche Wahl des Vornamens Pilot Inspektor in die Kritik. Neben Lee spielte Riesgraf in zwei Folgen von My Name Is Earl als Natalie Duckworth sowie 2007 in einer kleinen Nebenrolle im Film Alvin und die Chipmunks – Der Kinofilm.
Zwischen 2008 und dem Serienende 2012 gehörte Riesgraf zur Hauptbesetzung der Fernsehserie Leverage, in der sie die Diebin Parker verkörperte. Für diese Rolle erhielt sie neben ihrer Leverage-Kollegin Gina Bellman 2011 eine Nominierung für den Saturn Award in der Kategorie Beste Nebendarstellerin einer Fernsehserie (Best Supporting Actress on Television). Zu den Saturn Awards 2012 und 2013 wurde Riesgraf erneut in dieser Kategorie nominiert.
Neben ihrer Schauspieltätigkeit ist Riesgraf auch als Fotografin und Produzentin von Kurzfilmen tätig.

## Filmografie (Auswahl)
- 2000: The Summer of My Deflowering (Kurzfilm)
- 2001: Undressed – Wer mit wem? (Undressed)
- 2001: Chaos City (Spin City, Fernsehserie, Folge 5x16)
- 2005: How I Met Your Mother (Fernsehserie, Folge 1x02)
- 2005, 2007: My Name Is Earl (Fernsehserie, Folgen 1x04 & 2x12)
- 2007: Without a Trace – Spurlos verschwunden (Without a Trace, Fernsehserie, Folge 6x05)
- 2007: Alvin und die Chipmunks – Der Kinofilm (Alvin and the Chipmunks)
- 2008–2012: Leverage (Fernsehserie, 77 Folgen)
- 2011: Navy CIS (NCIS, Fernsehserie, Folge 8x16)
- 2012–2013, 2017, 2020: Criminal Minds (Fernsehserie, 6 Folgen)
- 2013: The Mentalist (Fernsehserie, Folge 6x05)
- 2013: The Surgeon General
- 2014: Perception (Fernsehserie, Folge 2x13)
- 2014: Caper (Fernsehserie, 9 Folgen)
- 2015: Deadly Home (Shut In)
- 2015: Complications (Fernsehserie, 10 Folgen)
- 2015: The Quest – Die Serie (The Librarians, Fernsehserie, Folgen 2x04 & 2x10)
- 2017: In Search of Fellini
- 2018: SEAL Team (Fernsehserie, Folge 1x13)
- 2019: Stranger Things (Fernsehserie, Folge 3x06)
- 2019: I Hate Kids
- 2020: Legends of Tomorrow (Fernsehserie, Folge 5x04)
- 2020: 68 Whiskey (Fernsehserie, 10 Folgen)
- seit 2021: Leverage 2.0 (Leverage: Redemption, Fernsehserie)